# Norton Rose Fulbright
Norton Rose Fulbright es una empresa multinacional de asesoramiento jurídico, un despacho de abogados con sede en Londres (Reino Unido). Sus orígenes se remontan a 1794 y creció a raíz de la expansión bancaria y la práctica de las finanzas públicas. Norton Rose Fulbright es una de las empresas internacionales de abogados más grandes del mundo, con más de 3800 letrados y 54 oficinas en 29 países.
Norton Rose Fulbright obtuvo unos ingresos totales de $1.815 millones en 2014, siendo el séptimo bufete del mundo por ingresos. Norton Rose es conocida por su dedicación a las finanzas corporativas, la energía e infraestructuras, la tecnología y la salud. Además recientemente se ha interesado por otros proyectos, como los recursos naturales.
En 2013, Norton Rose sufrió un cambio significativo. Su matriz, Norton Rose, se unió al despacho Fulbright & Jaworski LLP. Norton Rose Fulbright está compuesto de cinco entidades separadas y está estructurado como Swiss Verein.

## Historia
Norton Rose Fulbright es una de las empresas más antiguas del Reino Unido. Fundada por Philip Rose y Henry Elland Norton, la que se llamó Baxter, Rose & Norton abrió sus oficinas en la calle Victoria Street y se expandió a raíz del crecimiento bancario y la práctica de las finanzas y las Bolsas. La empresa representó a la London and Brighton Railway y a la Great Northern Railway.
Baxter, Rose & Norton también se especializó en la selección de personas y ejecutivos. La empresa administró los litigios del Partido Conservador británico, así como de docenas de Parlamentarios, incluyendo al presidente Benjamin Disraeli o al conservador Edward Colebrooke.

### Cronología reciente
- 2007 – Norton Rose se convierte en una sociedad de responsabilidad limitada.
- 2010 – Norton Rose se introdujo el mercado australiano a través de Deacons Australia.
- 2011 – Norton Rose se introdujo los mercados canadiense y sudafricano a través de las sociedades Ogilvy Renault LLP y Deneys Reitz.
- 2012 – Norton Rose se introdujo en el mercado latinoamericano y en los mercados asiáticos. Asimismo se reforzó en Canadá y Rusia, con empresas como la canadiense Macleod Dixon LLP.
- 2013 – Norton se fusionó con la compañía estadounidense Fulbright & Jaworski, conformando Norton Rose Fulbright.[12]
- 2014 – Norton Rose Fulbright lanza una campaña contra la vulneración de derechos humanos en Venezuela.[13][14][15]

## Áreas principales
- Antitrust y competencia
- Finanzas y fondos de inversión
- Empresas, corporaciones, banca y seguros
- Trabajo y propiedad intelectual
- Inmuebles
- Control e Investigaciones
- Impuestos e instituciones financieras
- Energía, infraestructuras, minas y mercancías
- Transporte, tecnología e innovación
- Ciencias de la vida y la salud

## Patrocinios
En enero de 2014, Norton Rose Fulbright fue nombrado representante legal del grupo McLaren, sociedad corporativa de Fórmula  1™ con el equipo McLaren-Mercedes, que al año siguiente se convertía en McLaren Honda Fórmula 1™. En mayo de 2015, Norton Rose Fulbright anunció la creación de una sociedad conjunta con AAP, para la que aprovechaba el Acuerdo Integral de Economía y Comercio.